# Polysteganus baissaci
Polysteganus baissaci (морський карась Фрейчмана) — вид окунеподібних риб родини Спарові (Sparidae). Це морський, демерсальний вид, що мешкає на глибині до 100 м. Мешкає на заході Індійського океану біля берегів Маврикію та Східного Мадагаскару. Тіло сягає завдовжки до 35 см.